# ایزومی ۶۰۸۹
سیارک ۶۰۸۹ (به انگلیسی: 6089 Izumi، نامگذاری:1989AF1) شش هزار و هشتاد و نهمین سیارک کشف شده‌است که در ۵ ژانویه ۱۹۸۹ کشف شد.
قدر مطلق سیارک برابر ۱۴٫۱۰ است.